# Leptotyphlops fuliginosus
Leptotyphlops fuliginosus este o specie de șerpi din genul Leptotyphlops, familia Leptotyphlopidae, descrisă de Passos, Caramaschi și Polidoro Pinto-Escobar în anul 2006. Conform Catalogue of Life specia Leptotyphlops fuliginosus nu are subspecii cunoscute.